# Château-Gombert
 (janvier 2018).
Château-Gombert est un village du 13e arrondissement de Marseille, situé dans les quartiers nord de la ville, à la limite de Plan-de-Cuques, et au pied du massif de l'Étoile. Le quartier s'est développé autour de l'ancien village de Château-Gombert (Castèugombèrt ou Castèu-Goumbert en provençal), qui en reste le cœur.

## Histoire
Château-Gombert est mentionné dès le XIIe siècle dans une bulle du pape Anastase IV (« Ecclesia Sancti Mitri ad Castrum Gumberti » 1153). Le château dont il tire son nom était vraisemblablement bâti sur la colline du Collet-Redon, mais il n'en reste rien. Le village occupe son site actuel depuis le XVIe siècle seulement. 
Au Moyen Âge, Château-Gombert faisait partie de la seigneurie ecclésiastique d'Allauch, mais en 1595 les habitants rachetèrent les droits seigneuriaux au chapitre de la cathédrale de Marseille et purent ainsi jouir des privilèges accordés aux citoyens de cette ville. Dès lors, et jusqu'à la Révolution, le quartier s'administra avec une réelle autonomie. L'assemblée générale des possédant-biens se réunissait tous les trois ans ; elle élisait deux syndics chargés de gérer les affaires du quartier et désignait un « exacteur » dont la fonction était de percevoir l'impôt sur les propriétés. 
De 1790 à 1801 Château-Gombert fut l'un des chefs-lieux de canton des Bouches-du-Rhône. Le territoire de ce canton était très étendu, englobant Plan-de-Cuques et allant jusqu'aux Chartreux. 
Depuis 1801 Château-Gombert n'est plus que l'un des villages de la commune de Marseille, mais conserve une forte identité.

## Monuments

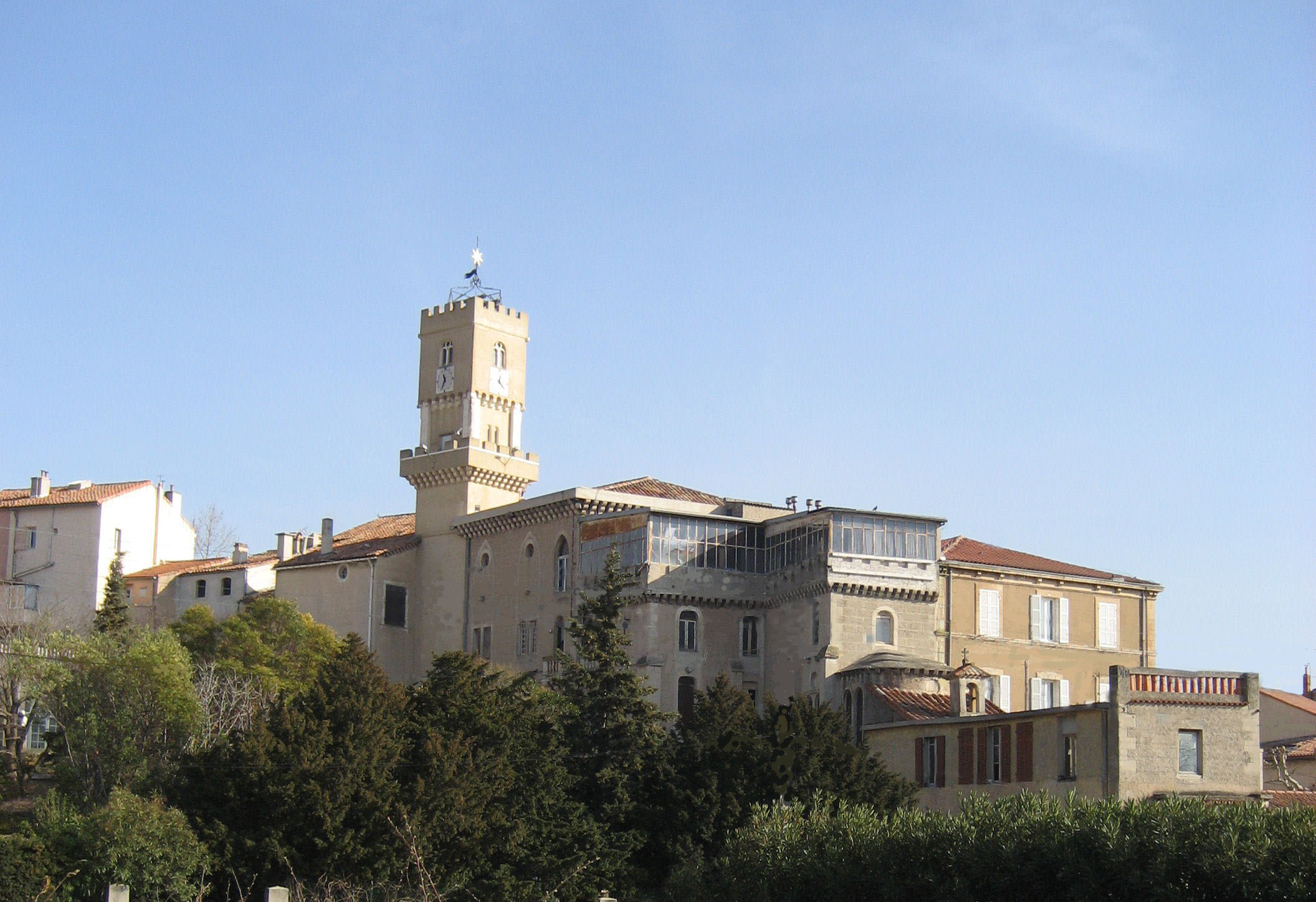
Le château, musée du Terroir Marseillais

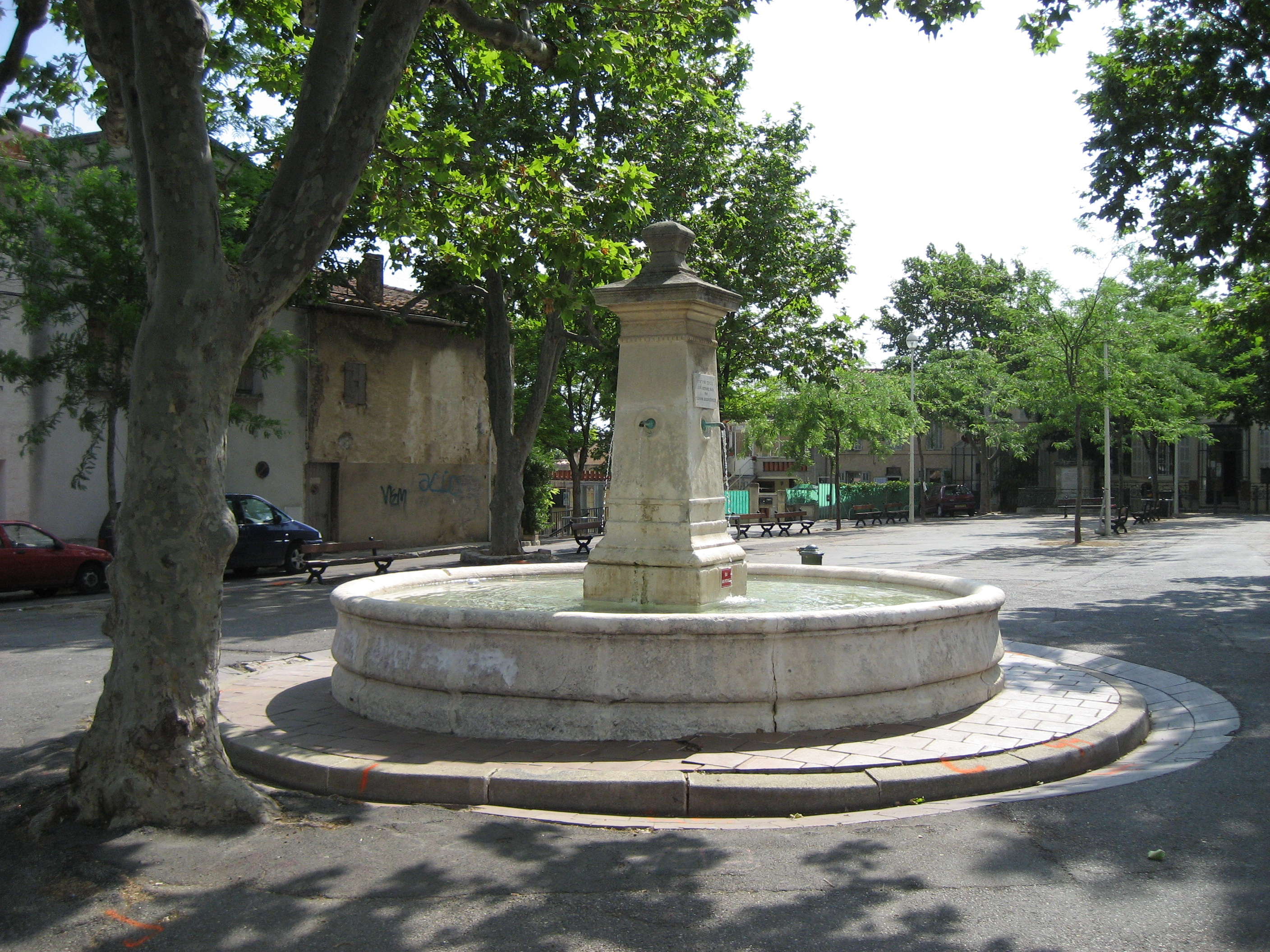
Fontaine dessinée par Henri-Jacques Espérandieu

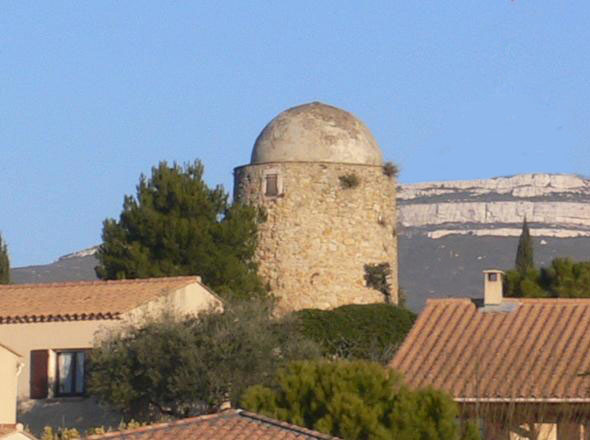
Vieux moulin à la Montézane

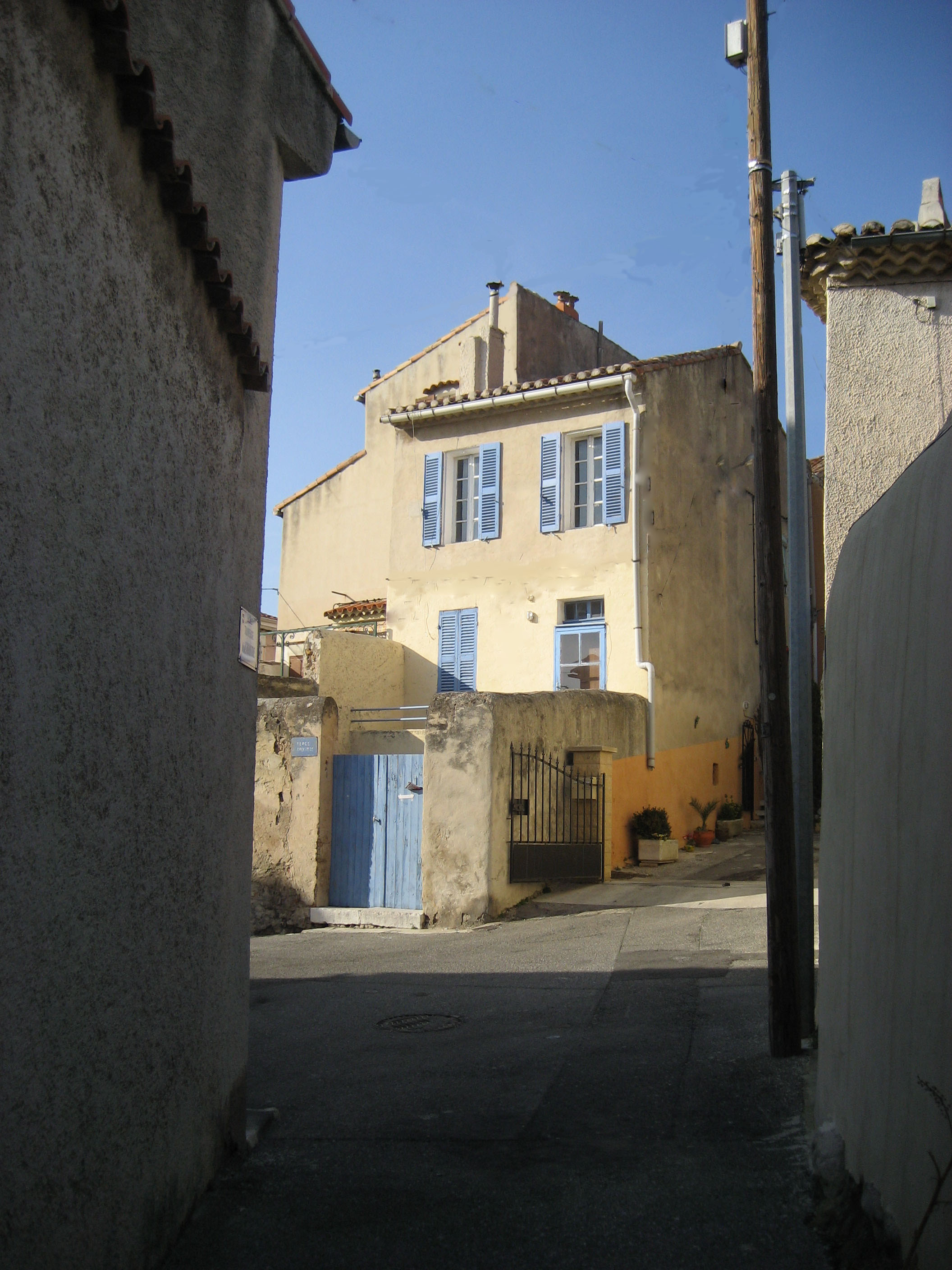
Placette dans le vieux village

- L'église Saint-Matthieu, achevée en 1688, possède un riche mobilier baroque et de nombreux tableaux de peintres provençaux : François Puget, Michel Serre, Louis Finson.
- Le château actuel, reconstruit à partir de 1928 à partir de nombreuses maisons de village qui ont été reliées et restaurées, abrite le Musée Provencal[2].
- Plusieurs chapelles, le vieux moulin de la Montézane, le lavoir, la noria de De Gombert.
- Monument aux morts des deux guerres par Louis Botinelly, (1957)
- Le théâtre Athéna Niké (1907) situé dans le parc Athéna[3].

## Personnalités liées à la commune
L'écrivain René Frégni né au cœur du village en 1947. Aujourd'hui Manosquin, il l'évoque souvent dans ses livres, les chemins de Palama... "Ce village d'enfance, je vais sans doute le chercher chaque jour sur tous les sentiers".

## Vie du quartier
Château-Gombert est un des lieux de la maintenance des traditions provençales, connu pour ses fêtes provençales de Saint-Éloi, son Festival international de folklore organisé par le Roudelet felibren et son musée des Arts et Traditions populaires du terroir marseillais, œuvre du félibre Jean-Baptiste Julien-Pignol.
Il compte de nombreuses associations :
- La Saint-Éloi[4] ;
- L'association des commerçants et artisans ;
- Le Roudelet felibren[5] ;
- La Pédale gombertoise[6] ;
- L'Étoile sportive gombertoise ;
- Les Gombertois ;
- L'association des œuvres sociales et régionalistes de Château-Gombert ;
- L'association des amis du musée de Château-Gombert et de sa bibliothèque ;
- L'association Trésors d'étoffes.

## Sports
Le quartier est le lieu de départ du Grand Prix La Marseillaise 2022.

## Technopôle de Château-Gombert
Château-Gombert est aussi le nom du technopôle situé entre le village et la station de métro La Rose. Des enseignements dans le domaine scientifique (mathématiques, microélectronique, informatique, génie civil et mécanique) y sont dispensés. On y trouve notamment :
- Centrale Méditerranée (anciennement École Centrale de Marseille) ;
- Le Laboratoire d'Astrophysique de Marseille ;
- Le centre de mathématiques et informatique (CMI) de l'université de Provence ;
- L'École polytechnique universitaire de Marseille ;
- L'Institut de Mécanique de Marseille ;
- Le CFA propreté PACA INHNI de Marseille, un des 9 en France métropolitaine ;
- Le Laboratoire de Mécanique Acoustique[8].
- Le Restaurant Solaire Le Présage[9].

Plusieurs industriels s'y sont installés.